# Karl Stoffel
Karl Stoffel (* 1964 in Lüdinghausen) ist ein deutscher Betriebswirt und ist seit dem 1. März 2022 Präsident der Hochschule Koblenz. Von Mai 2011 bis März 2020 war er Präsident der Hochschule Landshut.

## Werdegang
Stoffel studierte von 1987 bis 1991 an der WHU – Otto Beisheim School of Management Betriebswirtschaft und schloss dies als Dipl.-Kfm. ab. Von 1992 bis 1994 promovierte er extern an der Christian-Albrechts-Universität Kiel. Seit März 2008 ist er Professor für Betriebswirtschaftslehre, Controlling sowie Kosten- und Leistungsrechnung an der Hochschule Landshut. Von Oktober 2010 bis Mai 2011 war er Dekan der Fakultät Betriebswirtschaft. Im Mai 2011 übernahm er das Amt des Präsidenten der Hochschule Landshut, welches er bis Mitte März 2020 bekleidete. Seit dem 1. März 2022 ist Karl Stoffel Präsident der Hochschule Koblenz.

## Werke
- mit Peter R. Preißler: Übungs- und Klausurenbuch Controlling. Oldenbourg Wissenschaftsverlag, München 2012, ISBN 978-3-486-70552-2.
- ein Beitrag in Thomas Hutzschenreuter: Finanzdienstleistungen im Firmenkundengeschäft durch Industrie- und Handelsunternehmen. Wiss.-Verl. Vauk, Kiel 1995, ISBN 3-8175-0221-4.